# Minareti oscillanti
I Minareti oscillanti (Monar Jonban o Menar-e-jomban) sono un monumento di Isfahan, in Iran. La costruzione iniziò nel XIV secolo per coprire la tomba di Amu Abdollah Soqla. La loro caratteristica notevole è che se uno dei minareti è scosso, l'altro minareto oscilla pure.

## Storia
L'iwan (eyvān) e la veranda sono stati probabilmente costruiti poco dopo il 1316 come un santuario per Amu Abdollah Soqla, un eremita sepolto qui. I minareti sono stati costruiti in mattoni più tardi, e sono probabilmente originari della dinastia safavide (secoli XV al XVII).
L'iwan è di 10 metri di altezza e 10 metri di larghezza, i minareti sono 7 metri più alti e hanno una circonferenza alla base di 4 metri. Il tetto sopra il santuario contiene alcuni mattoni apprezzabili.

## I minareti oscillanti

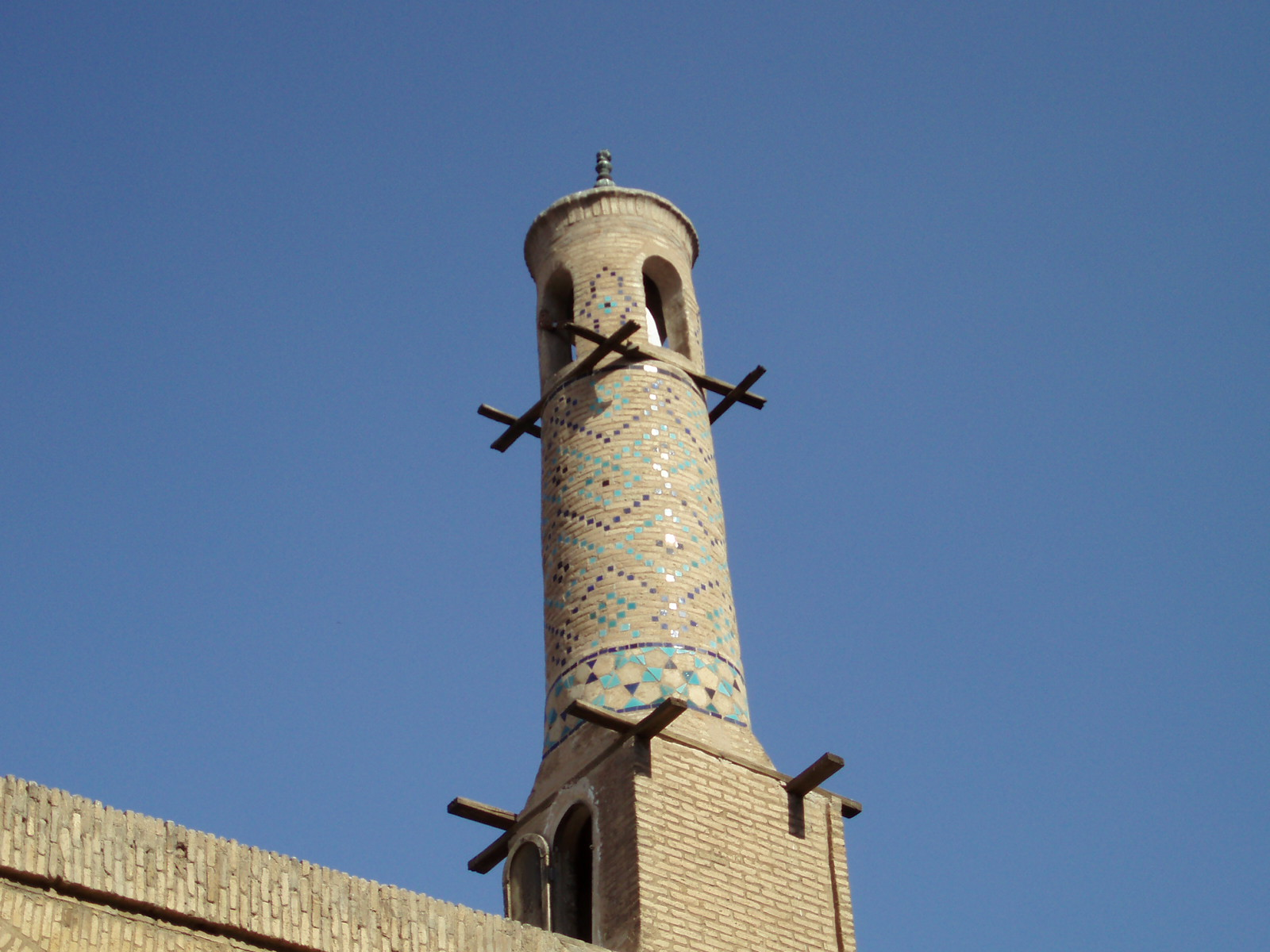
Uno dei minareti oscillanti

I minareti sono i responsabili della fama del santuario altrimenti architettonicamente insignificante. A causa del rapporto tra l'altezza e la larghezza dei minareti e la larghezza dell'iwan, se uno dei minareti oscilla, l'altro trema all'unisono. Questo esempio di oscillazione accoppiato può essere osservato da terra.

### Danni strutturali
Le travi di legno sulla parte superiore dei minareti sono state messe lì per facilitare l'oscillazione dei minareti, ma la presenza del legno nella muratura provoca altre complicazioni. L'oscillazione ripetuta è stata responsabile di notevoli danni strutturali.
Le oscillazioni da parte dei visitatori sono, in teoria, limitate a una volta ogni venti minuti. Tuttavia, in particolare durante le vacanze, c'è un flusso costante di persone che sperimentano con il fenomeno. Il danno è localmente ritenuto da alcuni essere stato causato durante i periodi di occupazione da parte dei soldati britannici.

### Imanshahr dei minareti oscillanti
Vi è un altro paio di minareti oscillanti anche nella provincia di Isfahan, a Iranshahr, del precedente periodo della dinastia ilkhanide. Sono stati costruiti durante il tempo di Öljaitü (1280-1316). Questi hanno perso i due terzi delle parti superiori. Ad Ahmedabad, in India c'è anche un minareto oscillante.